# 폴라 화이트

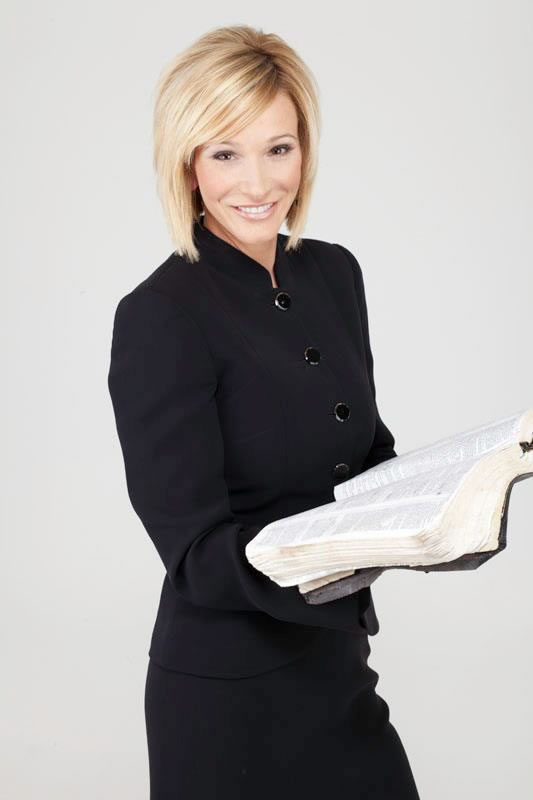
폴라 화이트

폴라 화이트 (Paula Michelle White-Cain, 1966년 4월 20일- ) 미국의 대표적인 번영신학을 전파하는 설교자이며 작가이며 방송전도자이다.  도널드 트럼프 행정부시절 그의 복음주의자들의 참모기관의 회원으로 활동하였다. 2017년 1월 20일에 그의 취임식에서 개회사를 낭독하였다.  그녀는 대통령 취임식에서 개회사를 한 미국 최초의 여성 성직자였다.  2019년 11월에서, 트럼프는 그녀를 신앙과 기회 위원회의 특별 참모로 임명하였다. 

## 사역과 활동
1991년에 폴라와 그녀의 남편 랜디 화이트는 플로리다주 템파에서 템파 크리스천 센터를 설립하였고, 그 이후, '장벽이 없는 국제교회'로 개명을 하였다. 

## 비판과 이단연루설
번영신학을 주창하면서, 그녀는 수백만 달러를 벌어들였다.  
남 침례교 신학교 윤리학자인 러셀 무어는 '폴라 화이트는 사기꾼이며, 모든 정통 기독교인들에게 이단으로 여겨지고 있다'라고 말했다.  마이클 호턴 (신학자)은 2017년 1월에 '화이트는 이단운동을 대표하며, 도널트 트럼프 대통령 취임식에 한 개회사는 그녀의 이단성을 주요 공직에 소개한 계기가 되었다'라고 말했다. 호턴은 그녀가 삼위일체를 부정하며, 번영신학을 주장하는 데, 그것은 그리스도의 십자가의 죽음 인류의 죄를 용서하는 것이 아닌 재정적 어려움에서 구출하는 것으로 가르친다라고 말하였다. 

## 개인생활
화이트는 세번을 결혼하였다.  첫번째 결혼은 청소년 때였다.  그녀는 기독교로 개종한 다음 해에 임신을 하였다.  그녀는 부목사인 랜디 화이트를 1987년에 만났는데, 2007년에 이혼한다고 발표하였다.  
2010년에 화이트는 베니 힌과 관계를 갖고 있다는 음모설이 있었으나,  그는 단순히 친구사이일 뿐, 그 관계는 끝이다라고 말하였으며, 둘 모두 성관계를 부인하였다. 
2014년에 화이트는 록 밴드 저니 (밴드)의 단원이었던 조나단 카인과 사귀면서, 2015년에 결혼을 하였다. 